# عملية الاتحاد الأوروبي العسكرية في جمهورية مقدونيا اليوغوسلافية السابقة
عملية الاتحاد الأوروبي العسكرية في جمهورية مقدونيا اليوغوسلافية السابقة كانت مهمة لحفظ السلام تابعة للاتحاد الأوروبي في جمهورية شمال مقدونيا، التي بدأت في 31 مارس 2003. تولى الاتحاد الأوروبي المسؤولية من عملية «وئام الحلفاء» ونشر حوالي 300 جندي لتوفير الأمن لمراقبي الاتحاد الأوروبي ومنظمة الأمن والتعاون في أوروبا الذين يشرفون على تنفيذ اتفاقية أوهريد، وهي تسوية سلمية لحل الصراع بين الحكومة والجالية الألبانية العرقية.وهكذا أصبحت أول عملية عسكرية على الإطلاق للاتحاد الأوروبي. مع الحفاظ على سيطرة الاتحاد الأوروبي على سلسلة القيادة بأكملها، تعاونت البعثة بشكل وثيق مع الناتو من خلال الشفافية والمشاورات المنتظمة وكان مقرها الرئيسي في المقر الأعلى للقوات المتحالفة في أوروبا في مونس. اقترحت فرنسا عملية الاتحاد الأوروبي المستقلة بالكامل، لكن المملكة المتحدة وألمانيا تخشيان أن يُنظر إليها على أنها معادية لحلف شمال الأطلسي.
كانت العملية حدثًا مهمًا في تطور التعاون الأمني للاتحاد الأوروبي. على حد تعبير الممثل الأعلى للسياسة الخارجية والأمنية في الاتحاد الأوروبي آنذاك، خافيير سولانا، عندما بدأت السياسة الخارجية والأمنية الأوروبية المشتركة قبل حوالي عقد من الزمان فقط، في عام 1992، «قلة اعتقدوا آنذاك أننا... سوف نرسل رجالا مسلحين تحت علم الاتحاد الأوروبي».
في 15 ديسمبر / كانون الأول 2003، تم استبدال العملية ببعثة شرطة تابعة للاتحاد الأوروبي، وتم استبدال 400 جندي من الاتحاد الأوروبي بـ 200 من ضباط شرطة الاتحاد الأوروبي. 